# Định Hòa, Thanh Hóa
Định Hòa là một xã thuộc huyện Yên Định, tỉnh Thanh Hóa, Việt Nam.

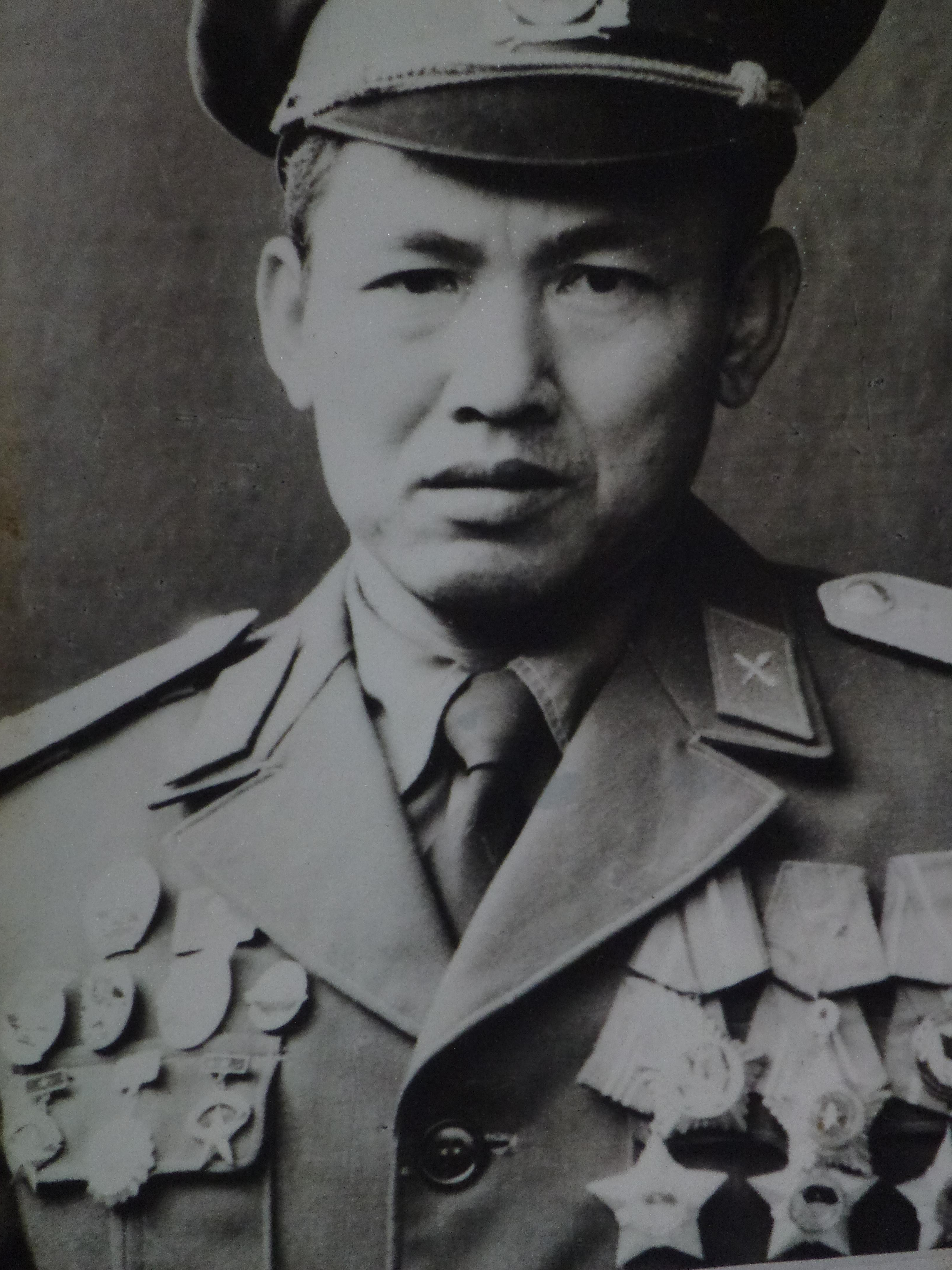
Anh hùng lực lượng vũ trang nhân dân, phi công Ngô Văn Tác, quê xã Định Hòa

Xã Định Hòa có diện tích 10,96 km², dân số năm 1999 là 7125 người, mật độ dân số đạt 650 người/km².